# Voltjansk
Voltjansk (ryska: Волчанск) är en stad i Sverdlovsk oblast i Ryssland. Den ligger vid floden Voltjanka cirka 450 kilometer norr om Jekaterinburg. Folkmängden uppgår till cirka 9 000 invånare.
Stadsrättigheter erhölls 1956.